# Bedřich Macků
Bedřich Macků (8. března 1879 Tišnov – 14. srpna 1929 Brno) byl český a československý fyzik a politik, meziválečný senátor Národního shromáždění za Československou stranu národně socialistickou a starosta Brna.

## Biografie

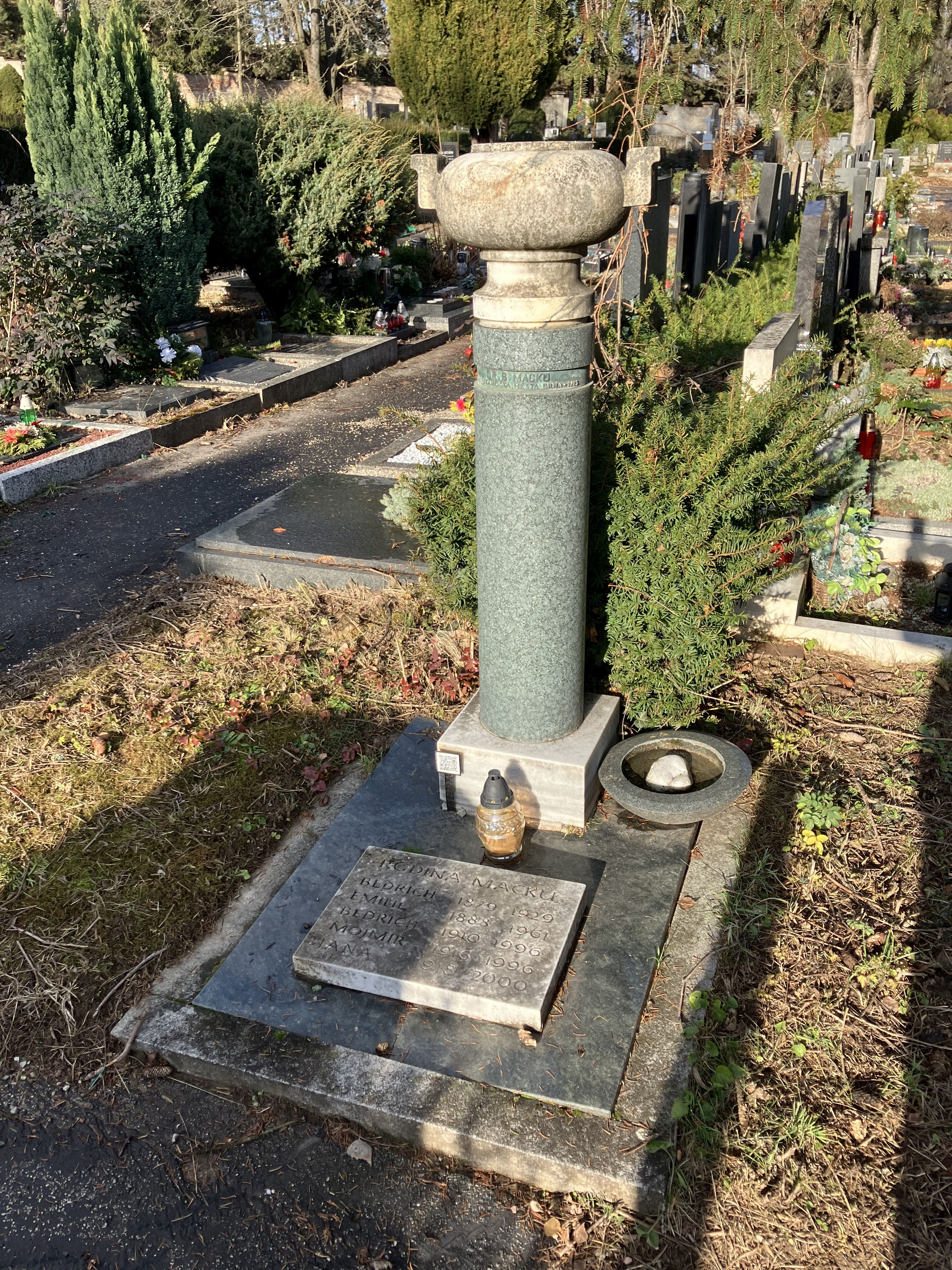
Hrob Bedřicha Macků

Absolvoval české státní gymnázium v Brně, pak studoval na filozofické fakultě Vídeňské univerzity a na Filozofické fakultě Univerzity Karlovy. Působil jako profesor na české technice v Brně (1903–1920) a na Přírodovědecké fakultě Masarykovy univerzity v Brně (od roku 1920), na jejímž vzniku se podílel. V letech 1920–1925 byl starostou Brna. V roce 1947 získal in memoriam titul čestný občan Brna.
V parlamentních volbách v roce 1925 získal senátorské křeslo v Národním shromáždění. V senátu setrval do své smrti roku 1929. Pak ho měl jako náhradník vystřídat Antonín Tomášek, ale mandát nepřevzal, protože Národní shromáždění bylo mezitím rozpuštěno a byly vypsány parlamentní volby v roce 1929.
Povoláním byl profesorem v Brně.
Zemřel v srpnu 1929 po dlouhé nemoci. Je pohřben na Ústředním hřbitově v Brně, sk. 42/hr. H42–1.